# Linda Jap Tjoen San

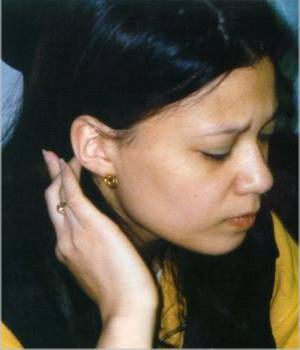
Linda Jap Tjoen San

Linda Jap Tjoen San (1 september 1977) is een Nederlandse schaakster met een FIDE-rating van 2116 in 2016. Zij is sinds 2000 een internationaal meester bij de vrouwen (WIM).
Haar moeder is Nederlands, haar vader is Surinaams. In 1991 eindigde ze bij het Nederlandse kampioenschap voor meisjes tot 14 jaar op een gedeelde eerste plaats. In 1993 won ze in Nijmegen het Nederlandse kampioenschap voor meisjes tot 16 jaar. In 1995 won ze met het Nederlandse nationale team voor spelers tot 20 jaar de  Faber Cup in Magdeburg. In het kader van  Hoogovens Open 1997 in Wijk aan Zee won ze haar partij tegen David Bronstein, die echter op dat moment als schaker al enkele jaren geen toernooien meer gespeeld had.
In 1997 speelde ze mee in het jeugdkampioenschap tot 20 jaar. Bij het Nederlandse vrouwenkampioenschap in 1998 in Rheden werd ze derde. Ze speelde mee in het vijfde Soester schaakfestival in 1999. Bij het dameskampioenschap van Nederland te Rotterdam in 2002 eindigde ze als vijfde achter Sandra de Blecourt. In 2000 speelde Linda mee in de 34e Schaakolympiade in Istanboel, waar China eerste werd.
Met het Nederlandse vrouwenteam nam ze als reservespeelster deel aan de Schaakolympiades 1998 in Elista en 2000 in Istanboel.  In maart 2005 won ze in Alphen aan den Rijn met 7 pt. uit 9 het Nederlandse vrouwenkampioenschap snelschaken; Mariska de Mie werd tweede met 6.5 punt terwijl Yvette Nagel met eveneens 6.5 punt derde werd. Het Nederlandse vrouwenkampioenschap blitzschaken won ze in 2005 en 2007. 
Clubschaak speelde ze in Duitsland tijdens de jaren 1998-2000 voor Weiße Dame Borbeck in de 2e vrouwenbondscompetitie West. In Nederland speelt ze voor LSG (Leidsch Schaakgenootschap) uit Leiden, waarmee ze in seizoen 2010/11 uitkwam in de Meesterklasse, de hoogste Nederlandse speelklasse.  
De FIDE beschouwt Linda Jap Tjoen San als momenteel 'inactief' omdat ze sinds de Nederlandse clubkampioenschappen van 2010/11 geen geregistreerde partij meer heeft gespeeld. 
Linda Jap Tjoen San is getrouwd met de IM Edwin van Haastert. In 2008 wonnen zij het eerste NK schaakkoppels.